# Юліана Кепке

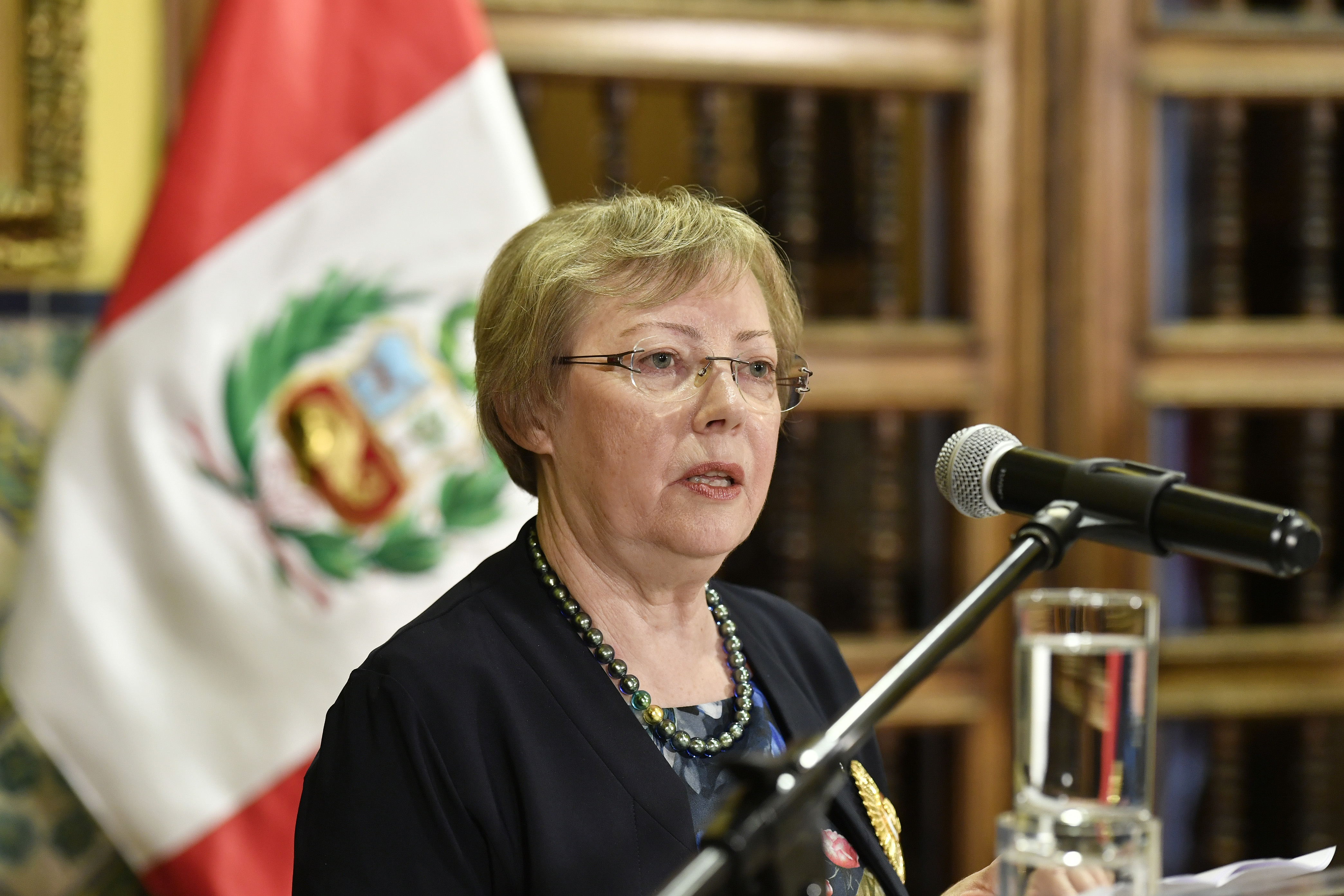
Юліана Маргарет Кьопке (2019).

Юліана Маргарет Кепке (нім. Juliane Margaret Koepcke; 10 жовтня 1954, Перу) — німецько-перуанська вчена у галузі зоології, теріолог, фахівець з кажанів.
Дочка відомих німецьких зоологів Марії Кьопке та Ганса-Вільгельма Кьопке.
Єдина вціліла в авіаційній катастрофі літака Lockheed L-188 Electra, що сталася 24 грудня 1971 року і в якій загинула її мати. Вижила після вільного падіння у кріслі з висоти 3 тисячі метрів у тропічний ліс Амазонії. У боротьбі за життя 17-річна Юліана протягом 11 днів самостійно пробиралася крізь амазонські джунглі до людей, маючи глибокі різані рани і перелом ключиці .
За мотивами історії Юліани Кепке в Італії було знято фільм «Дива ще трапляються» (італ. «I miracoli accadono ancora» «I miracoli accadono ancora») .

## Авіакатастрофа
24 грудня 1971 року близько 12:00 за місцевим часом турбогвинтовий літак авіакомпанії LANSA Lockheed L-188 Electra вилетів із Міжнародного аеропорту Ліма Хорхе Чавес [en] (місто Кальяо, Республіка Перу) прямуючи в місто Ікітос, з проміжною посадкою в Пукальпі (рейс 508). На борту перебувало 92 людини, з них 6 членів екіпажу і 86 пасажирів, в тому числі 17-річна Юліана Кьопке і її мати.
Після успішного зльоту літак здійнявся на висоту 6400 метрів і взяв курс на Пукальпу. На маршруті знаходився грозовий фронт, але пілоти вирішили не змінювати напрямок. О 12:36 у праве крило літака ударила блискавка і спричинила пожежу в паливному баку. Через сильний вогонь крило незабаром відокремилося, повітряне судно втратило керування і, руйнуючись, упало з висоти 3200 метрів у тропічний ліс.
Місце падіння знаходилося в 20 хвилинах польоту від Пукальпи. Незабаром почалася рятувальна операція, але дощ запобіг розгорянню пожежі на землі, а крони тропічних дерев приховали уламки. Тому з повітря пошукові експедиції не змогли виявити літак.
Згодом було встановлено, що катастрофа стала наслідком помилкового рішення пілотів летіти через грозовий фронт.

## Порятунок Юліани Кепке
Юліана Кепке народилася в 1954 році в сім'ї німецьких емігрантів. Мати Юліани — Марія — була орнітологом, батько — біологом. 24 грудня 1971 року Юліана разом з матір'ю летіли на різдвяні канікули до батька, який працював у Пукальпі. Дівчині недавно виповнилося 17 років, вона ще навчалася в середній школі.
За спогадами Юліани, коли літак опинився всередині грозового фронту, його почало трясти, падали речі, деякі пасажири кричали. Потім вдарила блискавка, і L-188 став перевертатися. Незадовго до падіння пропав гул двигунів, були чутні тільки крики людей і свист вітру.
Після падіння літака Юліана отямилася, накрита зверху тримісним кріслом, на якому сиділа в літаку. У неї був перелом ключиці і забій правого ока, струс головного мозку, порвана зв'язка в коліні, а також численні порізи, у тому числі глибокі. Згідно з розповіддю Юліани Кепке, прокинулася вона тільки на наступний день після катастрофи. Однак, ще тривалий час її самопочуття не дозволяло виконувати будь-які дії, вона регулярно втрачала свідомість. До того ж Юліана погано бачила: одне око затекло, і вона загубила свої окуляри.
Поступово прийшовши до тями, Юліана спробувала знайти матір, яка сиділа поруч, але безуспішно. Не знайшовши тих, хто вижив, дівчина вирішила не чекати рятувальників, а самостійно дістатися до людей. До цього моменту пройшло вже 4 дні після катастрофи. Вона чула і бачила пошукові літаки, але вони не бачили її, і Юліані нічим було привернути їхню увагу. Згодом розслідування встановило, що момент падіння пережили 14 осіб, але всі вони померли від травм протягом наступних кількох днів, до прибуття допомоги.
Спираючись на знання про виживання в джунглях, отримані від батька, Юліана вирушила на пошуки людей. Перед цим вона обшукала уламки в пошуках їжі, але виявила лише невеликий пакет із цукерками, які й стали її похідної їжею. Також був виявлений і доволі великий пиріг, який при падінні змішався з брудом, і їсти його в такому вигляді було неможливо. Тому Юліана забрала тільки цукерки, залишивши пиріг, про що потім шкодувала. Вона спустилася до струмка, що протікав недалеко від місця катастрофи, і попрямувала вниз за течією. Пересуватися по неглибокому струмку було простіше, ніж по джунглях, крім того, рухаючись за струмком, була висока ймовірність вийти до людей. У джунглях Юліана зустрічала тварин, у воді траплялися змії і риби.
Ночами Юліані практично не вдавалося спати через комах і рани, які боліли. Крім того, на правому плечі в неї почав розвиватися нарив, і в рані завелися личинки.
На десятий день перебування в джунглях дівчина виявила прив'язаний човен. Роззирнувшись, вона побачила на узвишші саморобний дах з листя і гілок. Через відсутність сил їй довго не вдавалося піднятися на невисокий насип. Піднявшись, вона зрозуміла, що курінь побудований для укриття човнового двигуна. Поруч з куренем дівчина виявила деяку кількість бензину і, пам'ятаючи як її батько якось вилікував їхнього пса, опрацювала свою рану бензином. Їй вдалося витягти близько 30-и личинок. У дуже ослабленому стані дівчина заснула на долівці поруч з мотором. Розбудили її голоси людей. Першим вона побачила лісоруба Марсіо Рібера, а з ним двох чоловіків. Всі вони були жителями села Пуерто-Інка [es], що розташовувалося на річці Пачітеа [es]. Вони відвезли дівчину в своє село, де погодували і обробили рани наявними засобами. Після ночівлі в селі, на цей раз в хатині, дівчину на човні доставили в найближче селище. У місцевій лікарні Юліані надали вже професійну медичну допомогу, а потім на невеликому літаку переправили в Пукальпу, де вона зустрілася з батьком.
Місце катастрофи було знайдено завдяки свідченням Юліани Кепке через два дні після її прибуття в Пукальпу. До цього моменту всі інші пасажири, які вижили, померли.

## У творчості
Доля Юліани Кепке знайшла відображення в ряді творів:
- Американо-італійський фільм «Дива ще трапляються» (італ. «I miracoli accadono ancora» «I miracoli accadono ancora»);
- Документальний фільм «Крила надії» (нім. «Julianes Sturz in den Dschungel» «Julianes Sturz in den Dschungel») німецького режисера Вернера Герцога;
- Документальний фільм Discovery Channel «Авіакатастрофи: цілком таємно. Погані погодні умови» (5 серія, 1 сезон).
- У листопаді 2017 року анонсований фільм «Коли я впала з неба» з Софі Тернер[5].

Крім того, у 2011 році Юліана Кепке опублікувала автобіографічну книгу «Коли я впала з неба» (англ.   «When I Fell From the Sky») .

## Видання українською
- Юліана Кепке. Коли я впала з неба: Як джунглі повернули мені життя. Пер. Ігор Андрущенко. — Львів: Видавництво «Апріорі», 2022. – 272 с. ISBN 978-617-629-778-9